# Per Christian Nicolaysen
Per Christian Nicolaysen (o Nicolaisen; 1957) è un ex sciatore alpino norvegese.

## Biografia
Per Christian Nicolaysen vinse la medaglia di bronzo nella combinata ai Campionati norvegesi 1977; non prese parte a rassegne olimpiche  e non ottenne piazzamenti in Coppa del Mondo o ai Campionati mondiali. Dopo il ritiro partecipò al circuito universitario nordamericano (NCAA).

## Palmarès

### Campionati norvegesi
- 1 medaglia[senza fonte] (dati parziali fino alla stagione 1976-1977):
  - 1 bronzo (combinata nel 1977)[senza fonte]